# Live at Pioneer Works, 26 October 2023
Live at Pioneer Works, 26 October 2023 ist ein Musikalbum von Anthony Braxton mit dem Duo Wolf Eyes. Die am 26. Oktober 2023 im Kulturzentrum Pioneer Works in Brooklyn entstandenen Aufnahmen erschienen am 31. Januar 2025 auf ESP-Disk.

## Hintergrund
Anthony Braxton hörte das Duo Wolf Eyes (das sich selbst als „Psycho-Jazz-Duo“ bezeichnet), bestehend aus Johnny Olson und Nate Young, zum ersten Mal beim Festival International de Musique Actuelle de Victoriaville 2004. Ein Jahr später traten sie gemeinsam auf dem Festival auf und nahmen dort ihr erstes Live-Album auf. Live at Pioneer Works ist nach Black Vomit (Victo, 2006) und Difficult Messages Volume Five: Wolf Eyes & Anthony Braxton Live in Los Angeles (Eigenverlag, 2024) die dritte aufgenommene Kooperation zwischen dem Underground-Noise-Duo aus Detroit mit dem Holzbläser Anthony Braxton, der hier Alt-, Sopranino- und Basssaxophon spielte. Das Album hat keine Titelbezeichnungen, sondern enthält ein ausgedehntes, frei improvisiertes elektroakustisches Stück, das in die Seiten A und B unterteilt ist.

## Titelliste
- Live at Pioneer Works, 26 October 2023 (ESP Disk, ESP5089)

1. Side A – 19:54
2. Side B – 16:23

## Rezeption
Braxton, Nate Young und Johnny Olson würden bereits wissen, wofür jeder der Beteiligten steht und welche unterschiedlichen klanglichen Ansätze sie haben, experimentierten und improvisierten aber dennoch gerne miteinander, urteilte Eyal Hareuveni in Salt Peanuts. Der Geist der Aufführung der Seite A tendiere trotz der plötzlichen explosiven Ausbrüche zum zurückhaltenden und introspektiven Pol. Braxton würde diese Improvisation immer wieder in lyrische und offen emotionale Bereiche verlagern, während Wolf Eyes seine spontane und frei assoziative Saxophon-Vokalisierung mit subtilen, aber reichhaltigen, lauten Texturen färbte. Seite B, mit Braxton am Basssaxophon, beginne mit einem wilden und intensiven Ton, bevor Braxton wieder zum Altsaxophon greift und mutig durch die immer lauter werdenden Stürme navigiert. Beide Seiten würden sich – im wahrsten Sinne des Wortes – auf ihre unmittelbaren Klanginstinkte  verlassen und dieser Ansatz garantiere die intuitive Verspieltheit dieser Aufführung.
Die intermittierende künstlerische Partnerschaft zwischen der Detroiter Noise-Band Wolf Eyes und dem in Chicago geborenen Saxophonisten und Komponisten Anthony Braxton gehe nun in ihr zweites <sic!> Jahrzehnt, meinte Phil Freeman (Stereogum/Ugly Beauty). Das ist kein Lärm im Merzbow-artigen Sinn, „bei dem die Augäpfel in ihren Augen kochen“; die Musik würde plätschern, grummeln und dröhnen und klinge zeitweise wie ein besonders abstraktes Werk des Duos Autechre. Dies ermögliche es Braxton, in einem fast Bebop-artigen Stil frei zu assoziieren, „als würde er nach Einbruch der Dunkelheit durch eine ausgebrannte Stadt wandern und dabei vor sich hin singen.“ Dies klinge überraschend schön.
Olson und Young würden für eine jenseitige Atmosphäre mit Drones, Perkussion und allen möglichen seltsamen Klängen sorgen, schrieb Mike Borella (Avant Music News). Vor diesem Hintergrund bringe Braxton seine eigenen Saxophon-Abstraktionen sowie charakteristische Läufe ein. In der Folge scheine Braxton oft zu versuchen, das Geheule seiner beiden Kollaborateure zu erreichen, spiele allerdings teilweise auch melodisch. Diese Kombination aus dichtem, strukturiertem Lärm und einem traditionellen Instrument, das unkonventionell gespielt wird, würde eine überzeugende Mischung ergeben. Wenn man einen Schritt zurücktrete, könnte man den Gesamtsound des Albums als rau und dystopisch beschreiben, mit einem Fokus auf geschichteter Dissonanz mit nur wenigen rhythmischen Strukturen, die lange bestehen bleiben.
Braxton in einem elektroakustischen Umfeld sei nichts Neues, aber es komme selten genug vor, dass es sich komisch anfühlt, das Wort „Braxton“ in unmittelbarer Nähe von „Elektro“ zu tippen, schrieb S. Victor Aaron (Something Else!). S eine Bereitschaft, immer wieder mit der selbsternannten „Psycho-Jazz“-Gruppe zusammenzuarbeiten, würde Bände sprechen über die Befriedigung, die der Avantgarde-Gigant aus der gemeinsamen Musik zieht. Das Spielen elektronischer Instrumente verschaffe Wolf Eyes den Vorteil, eine nahezu endlose Klangvielfalt zu erzeugen, doch Braxton habe mit einem Arsenal an Holzblasinstrumenten gekontert – von winzig bis gigantisch: Alt-, Sopranino- und Basssaxophone.
Das Album gelangte auf Position 42 der Halbjahresliste (1/2025) des Francis Davis Jazz Critics Poll.